# Котени (Бакау)
Котени (рум. Coteni) насеље је у Румунији у округу Бакау у општини Бухочи. Oпштина се налази на надморској висини од 147 m.

## Становништво
Према подацима из 2002. године у насељу је живело 487 становника, од којих су сви румунске националности.